# Andrea Mann
Andrea Mann, verh. Thomas, (* 19. Januar 1965) ist eine deutsche Tischtennisspielerin. Ihre aktive Zeit als Leistungssportlerin waren die 1980er und 1990er Jahre. Sie gewann 1984 die Deutsche Meisterschaft im Mixed.

## Werdegang
Andrea Mann begann ihre Karriere beim Verein TSV Hachmühlen. Über die Zwischenstationen TTC Springe, Post SV Hildesheim und Post SV Düsseldorf gelangte sie zu den Reinickendorfer Füchsen, mit deren 2. Mannschaft sie in der Saison 1984/85 in der Oberliga des Berliner Tischtennis-Verbandes Meister wurde.
Bei den Berliner Meisterschaften siegte sie 1985 im Mixed mit Claus Mattern sowie 1986 im Doppel mit Jutta Trapp und im Mixed mit Christian Thomas. Ihr größter Erfolg bei den Erwachsenen war der Gewinn der Nationalen Deutschen Meisterschaft für Erwachsene 1983 im Mixed mit Cornel Borsos.
In der Saison 2016/17 spielte sie mit einer Herrenmannschaft des TSV Rudow in der 2. Kreisklasse.